# SPzB41重型反坦克步枪
2.8 cm schwere Panzerbüchse 41 (sPzB 41)或Panzerbüchse 41是一款二戰時期由德國研發的反坦克武器，官方列級為重型反坦克步槍(德文: schwere Panzerbüchse)

## 描述
雖然Panzerbüchse 41被列級為重型反坦克步槍但它的造型更像是一般的反坦克砲，唯一顯著的差異是它沒有和砲一樣的轉動機制，而因為它裝備輕型槍管讓它更容易使用徒手操作。主要由傘兵和步兵使用。
它的槍管設計類似一個錐形在槍膛口徑為28毫米逐漸縮小至槍口的20毫米，由於這種特殊設計使它的槍口初速相當高-高達1402米/秒並;槍口有安裝槍口制退器，並安裝了一個視野良好的瞄準器具(pak.36的ZF1х11也可安裝在此)。

## 加裝載具
sPzB 41也曾被安裝到載具上如
- Sd.Kfz.221
- Sd.Kfz.250/11
- Sd.Kfz.251
- Horch 901
- Horch Typ 40 (Kfz. 15)